# Epilobium glanduligerum
Epilobium glanduligerum är en dunörtsväxtart som beskrevs av K. Knaf och Celak.. Epilobium glanduligerum ingår i släktet dunörter, och familjen dunörtsväxter. Inga underarter finns listade i Catalogue of Life.